# LEGEND - METAL GALAXY
『LEGEND - METAL GALAXY』（レジェンド - メタル ギャラクシー）は、BABYMETALの9作目の映像作品。

## 概要
2020年に幕張メッセ 国際展示場で開催された、ワールドツアー日本公演の追加公演「METAL GALAXY WORLD TOUR IN JAPAN EXTRA SHOW LEGEND - METAL GALAXY」2daysの模様を収めており、2020年9月9日にDVD（通常盤）とBlu-ray（通常盤/初回盤）の3形態で発売された。本公演は、3rdアルバム『METAL GALAXY』のテーマである「メタルの銀河の旅」をイメージしており、1日目は“光の世界”、2日目は“闇の世界”をテーマに、2日間のセットリストに被りが無い形でアルバムが再現されている。なお、メンバーズサイト「THE ONE」会員限定で数量限定販売の「LEGEND - METAL GALAXY - THE ONE LIMITED EDITION -」もリリースされており、Blu-rayに加え、本公演のライブ音源（CD2枚組）と写真集、メンバーのSU-METALとMOAMETALが『LEGEND - METAL GALAXY』を語ったインタビュー、ファン投票によってデザインが決定したグッズが付属する。

## プロモーション
発売日当日に、BABYMETALの公式YouTubeチャンネルでテレショップ番組「ベビネット DA DA DA」がライブ配信され、当作品のライブ映像と共に、見どころや聴きどころが紹介された。また、発売日翌日の9月10日には、リリースを記念して全国各地の映画館で当作品の上映会が開催された。

## チャート成績
オリコンチャートにおいて、発売初週の9月21日付週間総合ランキングでDVD版では5644枚を売り上げ2位、Blu-ray版では26556枚を売り上げ3位に初登場（音楽ランキングでも同位）、合計32200枚の売り上げを記録した。

## 収録内容
- DAY-1 
  1. FUTURE METAL
  2. DA DA DANCE (feat. Tak Matsumoto)
  3. Elevator Girl
  4. Shanti Shanti Shanti
  5. Oh! MAJINAI (feat. Joakim Brodén)
  6. ヤバッ！
  7. Brand New Day (feat. Tim Henson and Scott LePage)
  8. ギミチョコ！！
  9. メギツネ
  10. Night Night Burn!
  11. THE ONE
  12. Road of Resistance

- DAY-2 
  1. IN THE NAME OF
  2. Distortion (feat. Alissa White-Gluz)
  3. PA PA YA!! (feat. F.HERO)
  4. KARATE
  5. Kagerou
  6. BxMxC
  7. シンコペーション
  8. ヘドバンギャー！！
  9. Starlight
  10. Shine
  11. Arkadia
  12. イジメ、ダメ、ゼッタイ

## 参加サポートメンバー

### ダンサー
アベンジャーズ（サポートダンサー）
- DAY-1
  - 岡崎百々子
※2～4、12曲目のみ
  - 鞘師里保
※5～7、12曲目のみ
  - 藤平華乃
※8～11、12曲目のみ
- DAY-2
  - 藤平華乃
※1、2～4、12曲目のみ
  - 岡崎百々子
※1、5～8、12曲目のみ
  - 鞘師里保
※1、9～11、12曲目のみ

### ミュージシャン
神バンド（バックバンド）
※2日間とも12曲目のみ全員が参加
- DAY-1
  - 大村孝佳 - ギター
  - Leda - ギター
  - BOH - ベース
  - 青山英樹 - ドラムス
- DAY-2
  - C.J.Masciantonio - ギター
  - Chris Kelly - ギター
  - Clint Tustin - ベース
  - Anthony Barone - ドラムス